# Hemimorina excurvata
Hemimorina excurvata är en fjärilsart som beskrevs av Alpheus Spring Packard 1874. Hemimorina excurvata ingår i släktet Hemimorina och familjen mätare. Inga underarter finns listade i Catalogue of Life.